# Coronilla coronata
Coronilla coronata är en ärtväxtart som beskrevs av Carl von Linné. Coronilla coronata ingår i släktet kroniller, och familjen ärtväxter. Inga underarter finns listade i Catalogue of Life.

## Bildgalleri

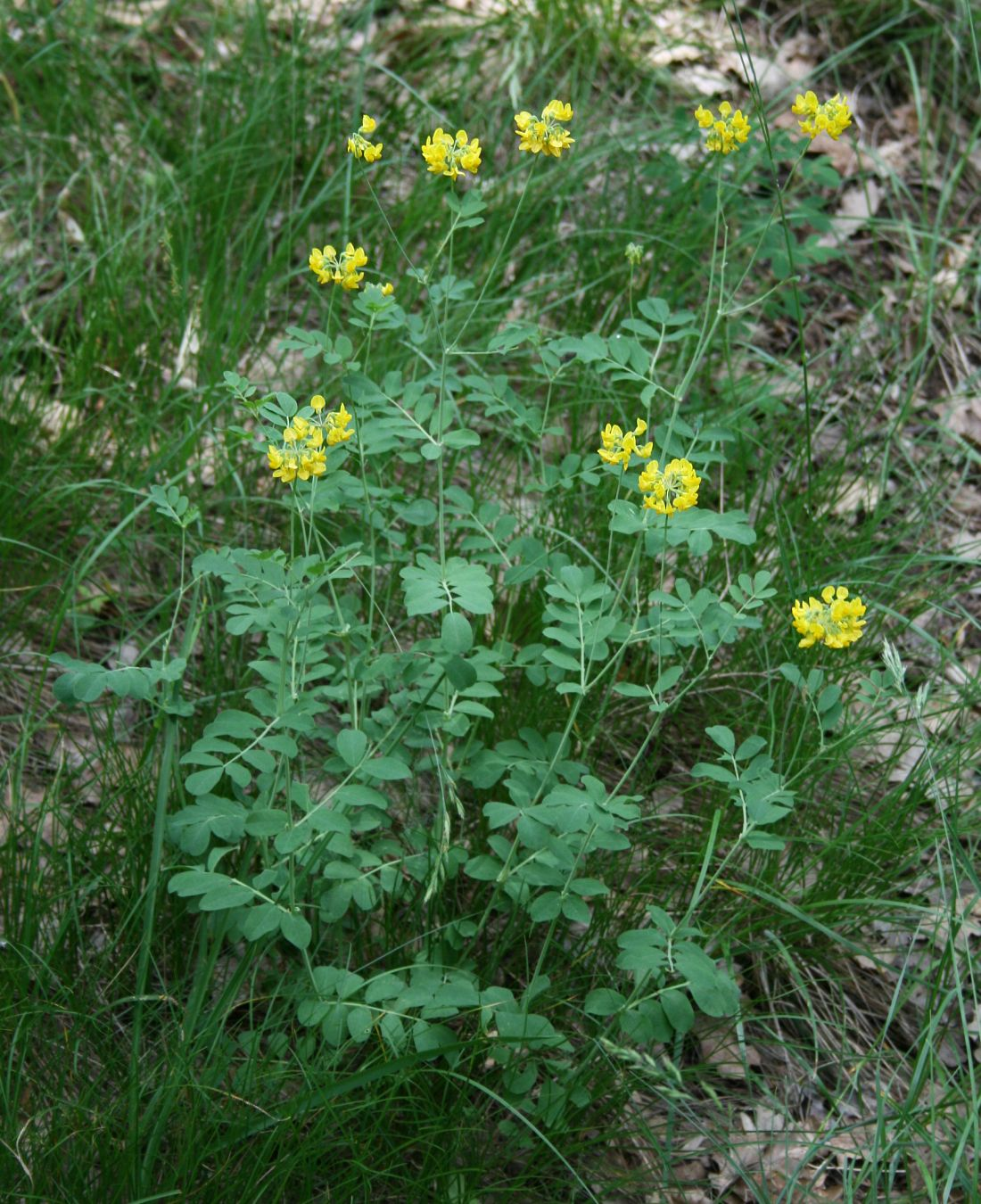
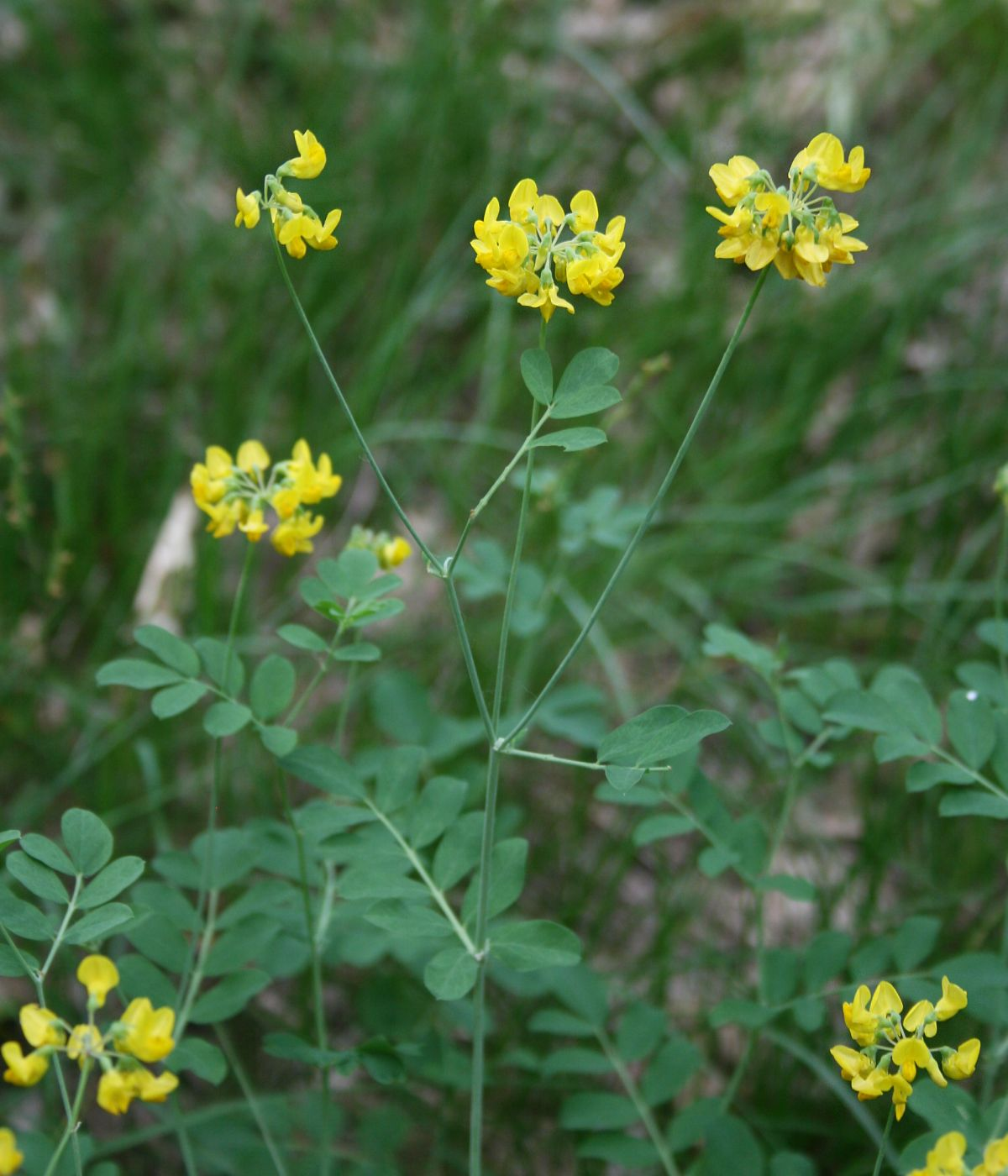
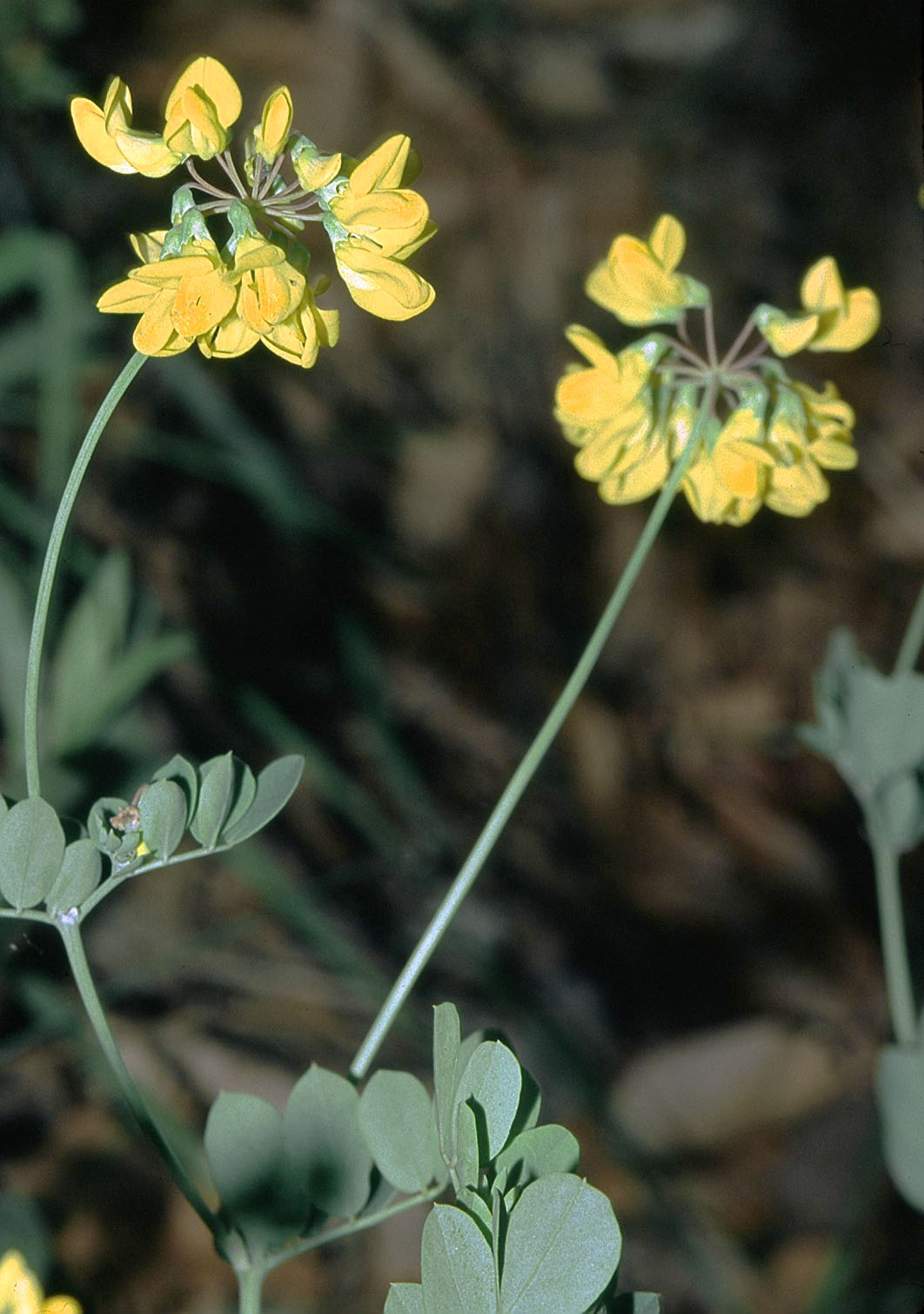
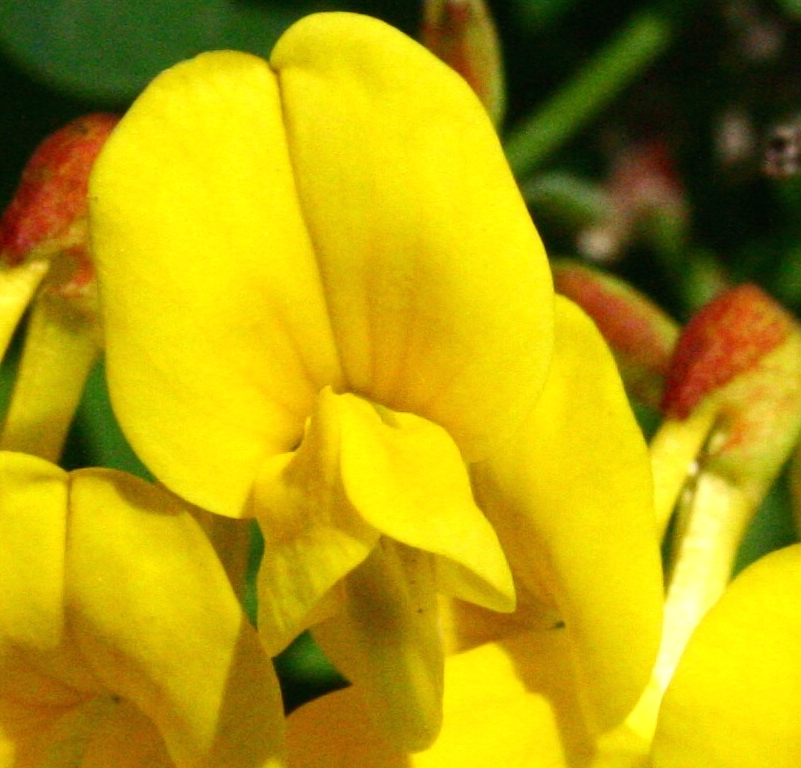
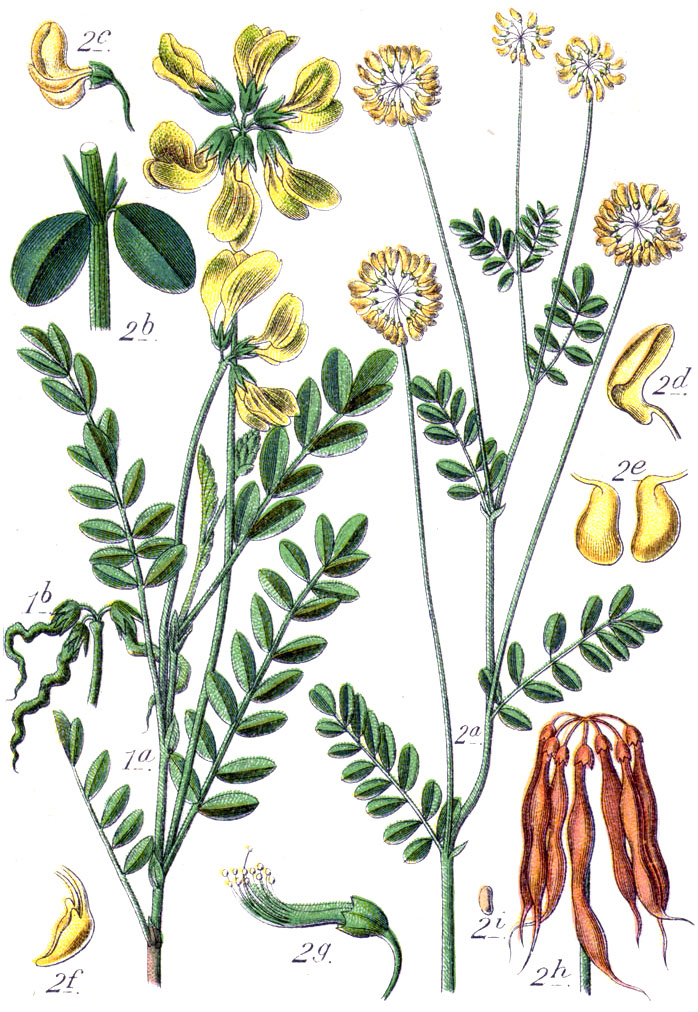
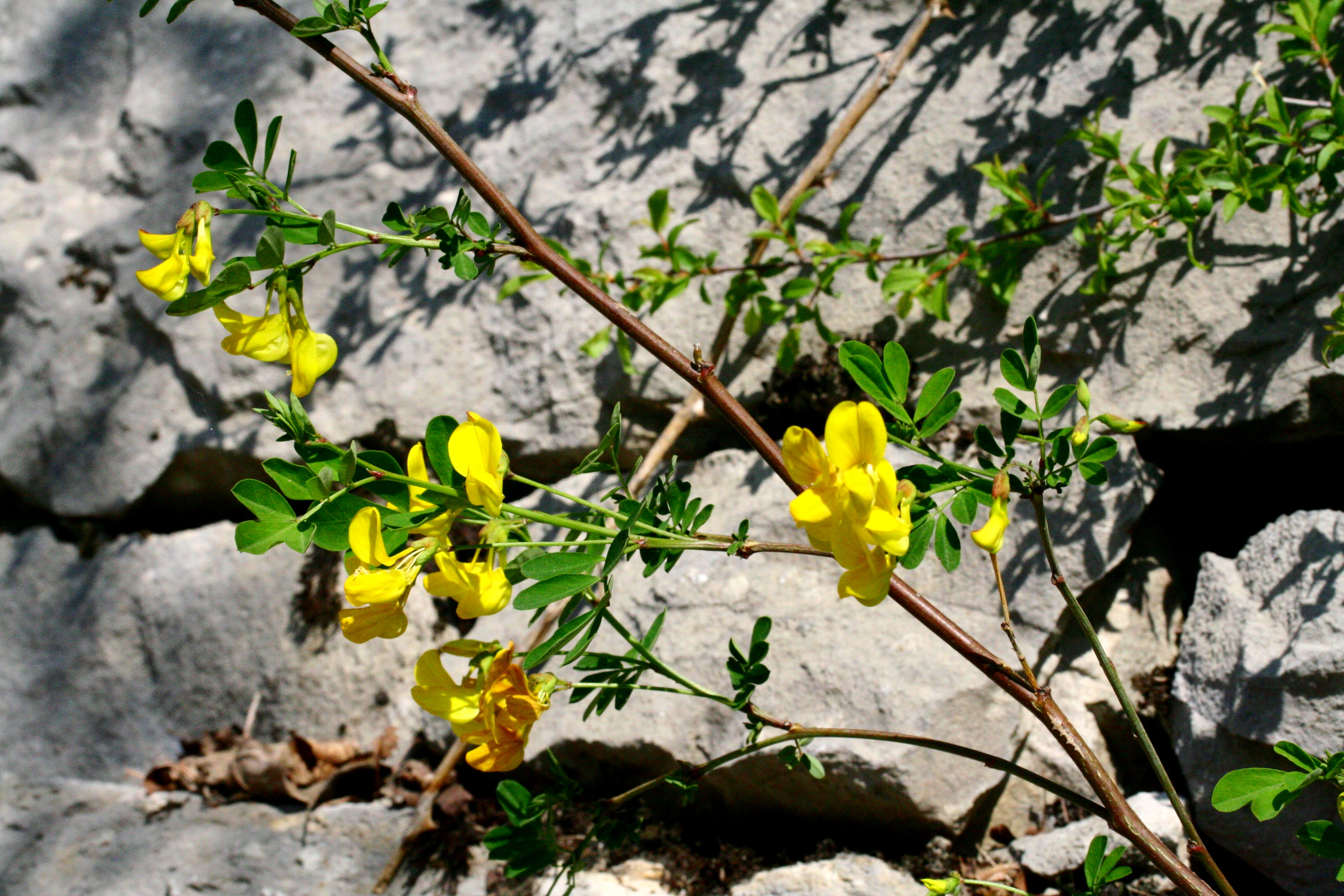